# 勒卡特
勒卡特（法語：Leucate，法語發音：[løkat] ⓘ）是法国奥德省的一个市镇，位于该省东部，属于纳博讷区。

## 地理
勒卡特（42°54'34"N, 3°1'44"E）面积23.55 平方千米，位于法国奧克西塔尼大區奥德省，该省份为法国南部沿海省份，北起塔恩省，西北接上加龙省，西接阿列日省，南至东比利牛斯省，东临地中海，东北与埃罗省接壤。
与勒卡特接壤的市镇（或旧市镇、城区）包括：卡沃、菲图、拉帕尔姆、勒巴尔卡雷斯、萨尔斯堡、圣伊波利特、圣洛朗德拉萨朗克、拉努韦勒港。

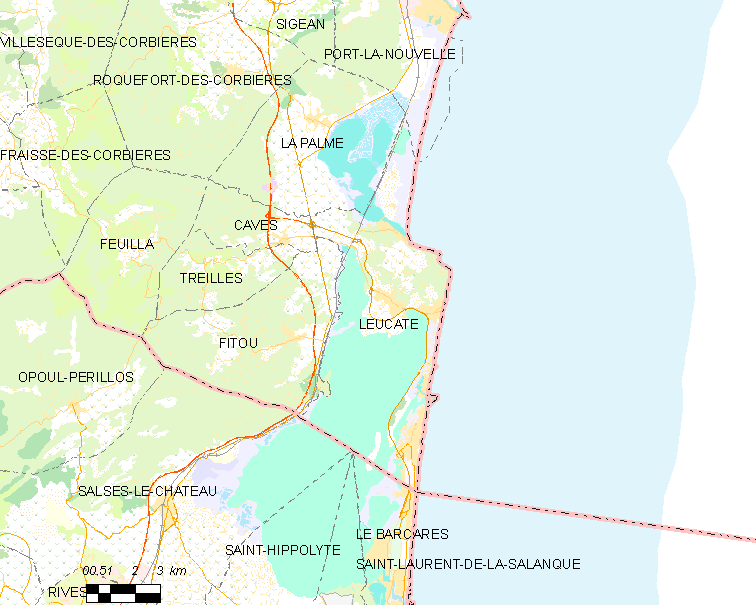
勒卡特的OSM定位图

勒卡特的时区为UTC+01:00、UTC+02:00（夏令时）。

## 行政
勒卡特的邮政编码为11370，INSEE市镇编码为11202。

## 政治
勒卡特所属的省级选区为地中海科比耶尔县。

## 人口

1962-2008年间勒卡特人口变化图示

勒卡特于2022年1月1日时的人口数量为4531人。